# Российский институт истории искусств
Российский институт истории искусств (сокр. РИИИ) — научно-исследовательский институт Министерства культуры Российской Федерации, расположенный в Санкт-Петербурге на Исаакиевской площади, дом 5.

## История
Институт был основан в 1912 году графом В. П. Зубовым по образцу немецкого Института истории искусств во Флоренции. В. П. Зубов разместил учреждение в собственном особняке. После Октябрьской революции Зубов передал особняк новому правительству и институт стал государственным. Сотрудниками института были Ю. Н. Тынянов, Б. М. Эйхенбаум, Б. В. Асафьев, В. М. Жирмунский, А. В. Преображенский и другие известные литературоведы, музыковеды.
Здание института было построено в 1843—1847 годы по проекту архитектора Гаральда Юлиуса Боссе для графа А. А. Закревского в стиле неоренессанс. Основной мотив композиции фасадов — руст. В начале 1870-х гг. дом перешел к графу П. А. Зубову, в 1870 г. — акад. арх. К. К. Шульц — изменение фасада.

### Реорганизации и переименования
- 1912—1920 Институт истории искусств
- 1920—1924 Российский институт истории искусств
- 1924—1931 Государственный институт истории искусств (ГИИИ)
- 1931—1933 Ленинградское отделение Государственной академии искусствознания (ЛОГАИС)
- 1933—1935 Государственная академия искусствознания (ГАИС)
- 1935—1936 Государственный научно-исследовательский институт искусствознания (ГНИИС)
- 1937—1939 Государственный музыкальный научно-исследовательский институт
- 1939—1958 Государственный научно-исследовательский институт театра и музыки
- 1958—1962 Государственный научно-исследовательский институт театра, музыки и кинематографии
- 1963—1992 Научно-исследовательский отдел ЛГИТМиК
- с 1992 — Российский институт истории искусств

### Руководители
- 1992—2013 — к.иск. Т. А. Клявина
- 2013—2015 — д.и.н. О. Б. Кох (и. о.)
- 2015—2020 — д.филос.н. А. Л. Казин (и. о.)
- с 2020 — к.иск. Д. А. Шумилин (и. о.)